# Our First American Friends
| Оценки критиков | Оценки критиков |
| Источник        | Оценка          |
| --------------- | --------------- |
| Rock Sound      | [ 1 ]           |
| thisisfakeDIY   | [ 2 ]           |
| Gigwise         | [ 3 ]           |
| Rockmidgets     | [ 4 ]           |

Our First American Friends — дебютный альбом британской рок-группы Tubelord. 12 октября 2009 года лейбл Hassle Records выпустил альбом. Альбом в основном содержит новые работы, но также есть перезаписанные работы, такие как «Night of the Pencils» и «Propeller», которые были записаны в живую и выпущены в качестве синглов в ограниченном количестве.
Our First American Friends вышел в качестве компакт-диска, цифровой загрузки и винила, к которым прилагался бесплатный диск «One for the Grandparents». В дополнительном диске содержатся песни из альбома в акустической записи.

## Список композиций
Слова и музыка всех песен Tubelord
| №                   | Название                               | Длительность |
| ------------------- | -------------------------------------- | ------------ |
| 1.                  | «Your Bed Is Kind Of Frightening»      | 3:53         |
| 2.                  | «Somewhere Out There a Dog is on Fire» | 3:43         |
| 3.                  | «Night of the Pencils»                 | 4:14         |
| 4.                  | «Stacey's Left Arm»                    | 4:10         |
| 5.                  | «Propeller»                            | 3:34         |
| 6.                  | «He Awoke on a Beach in Abergavenny»   | 4:16         |
| 7.                  | «I Am Azerrad»                         | 3:31         |
| 8.                  | «Cows to the East, Cities to the West» | 3:40         |
| 9.                  | «Synthesize»                           | 4:13         |
| 10.                 | «Our First American Friends»           | 5:36         |
| Общая длительность: | Общая длительность:                    | 40:49        |

| №                   | Название                 | Длительность |
| ------------------- | ------------------------ | ------------ |
| 11.                 | «Half Man, Half Amazing» | 4:19         |
| Общая длительность: | Общая длительность:      | 45:08        |

## Участники записи
- Джозеф Прендергаст — гитара, вокал
- Шон Бамбергер — бас-гитара, бэк-вокал
- Дэвид Кэтмар — ударные, бэк-вокал